# Basmatsjiopstand

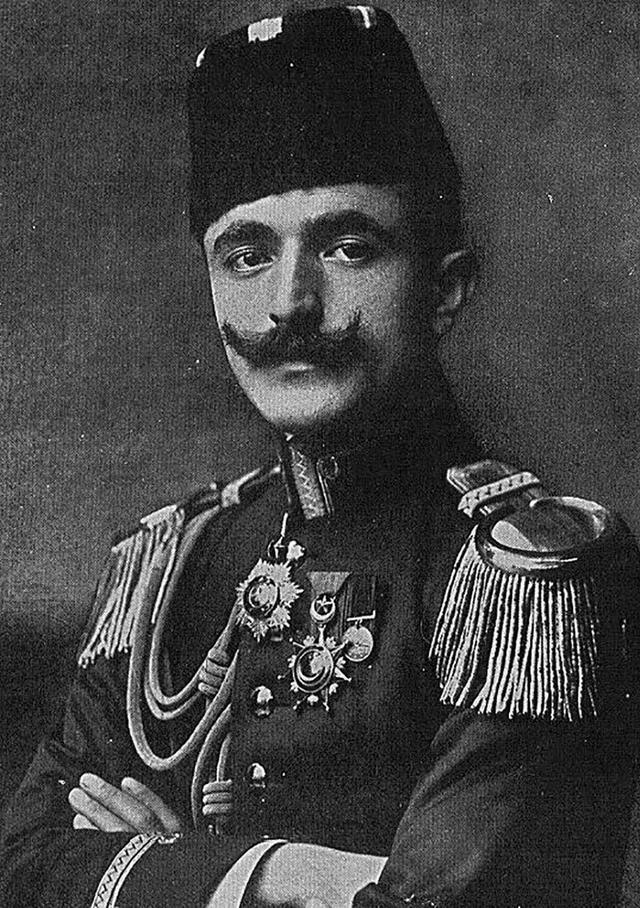
Enver Pasja, een van de leiders van de opstand

De Basmatsji (ook Basmadsji of Basmatsjen) waren gewapende islamitische opstandelingen, die in 1916 een opstand uitriepen tegen de heerschappij van de tsaren in Turkestan om daarmee de toenemende russificatie in Centraal-Azië (Midden-Azië) tot staan te doen brengen. Deze opstand, die eerst tegen de Russen was gericht en later tegen de Sovjet-Unie, is bekend geworden als de Basmatsjiopstand (Russisch: Восстание басмачей) of Basmatsjestvo (Басмачество). Bronnen uit de Sovjet-Unie zetten de opstand neer als een beweging van islamitische traditionelen, gewone criminelen, demagogen en islamitische radicalen. Het woord Basmatsji is daardoor bewust in pejoratieve zin gelijkgesteld aan "bandieten", vergelijkbaar met het woord dacoit in India.

## De opstand

### Ontstaan
De opstand ontstond tijdens de Eerste Wereldoorlog. Voor het Ottomaanse Kaukasusfront waren soldaten nodig en hiervoor werd in 1916 door Rusland voor het eerst een beroep gedaan op de Centraal-Aziatische bevolking, die tot dan toe was vrijgesteld van de militaire dienstplicht. Veel islamitische inwoners weigerden echter te vechten en hun leven te geven voor de Russische koloniale overheid in gebieden waarmee zij geen enkele band hadden. Bovendien was Istanboel in Centraal-Azië een gerespecteerd religieus centrum, waarmee de belangstelling om tegen de Ottomaanse overheid te vechten erg laag lag. Zodra de dienstplicht werd ingevoerd braken op veel plekken spontane opstanden uit onder de bevolking. Mede vanwege het gevaar de oorlog met het Ottomaanse Rijk te verliezen gebruikten de tsaristische troepen extreem geweld tegen deze islamitische opstand en wisten zo de opstand in de kiem te smoren. Als gevolg van de Russische wreedheden vluchtten vele Turkmenen, Oezbeken en Kirgiezen over de Perzische, Afghaanse en Chinese grenzen. Vooral in oblast Semiretsje werden vele wreedheden begaan door vooral de Russische kolonisten en Semiretsjen-Kozakken als wraak voor de opstand, waarbij meer dan 500.000 Kirgiezen van hun landerijen werden verdreven en waarbij vele doden vielen. Deze wreedheden duurden voort tot na de Russische Revolutie en riepen boosheid op onder de bevolking van Centraal-Azië.
In Turkestan gingen de Basmatsji, die hoofdzakelijk bestonden uit de geestelijkheid, de hogere klasse en de islamitisch-nationalistische burgerlijkheid, daarop over tot de ondergrondse strijd tegen de Russische overheersers.

### Russische Burgeroorlog
Tijdens de Oktoberrevolutie van 1917 zetten de Basmatsji de strijd openlijk voort en vochten aanvankelijk samen met de bolsjewieken voor gelijke culturele rechten en nationale onafhankelijkheid. Maar op grond van hun onverenigbare politieke doelen ontwikkelde zich echter al snel een onverzoenlijke vijandschap tussen de revolutionaire bolsjewieken en de islamisch-nationalistische verenigde krachten van de Basmatsji. Na de verovering van de staat Alaş Orda sloten zich ook talrijke Kazachen bij de opstanden van de Basmatsji aan.
Tot 1920 wisten grote delen van Turkestan buiten de macht van de sovjets te blijven, hoewel er toch sterke eenheden van het Rode Leger actief waren. Het centrum van de opstand werd gevormd door de gebieden rond Fergana, Xiva en Buchara. Daar probeerde Enver Pasja ook de Basmatsji te interesseren voor zijn panturkistische idee, om met hun hulp een kalifaat met de hoofdstad in Samarkand op te richtten. Hoewel hij daarvoor wel aanhangers vond, lukte het hem niet om de verschillende opstandsgoepen van de Basmatsji militair te organiseren. Op 4 augustus 1922 werd de door hem geleide Basmatsji-eenheid in de buurt van Doesjanbe verslagen en vernietigd door het Rode Leger.

### Neergang
De sovjetautoriteiten realiseerden zich begin jaren '20 dat ze Turkestan weleens konden verliezen en de leiders zetten daarom het Rode Leger massaal in, waardoor de gewapende opstand van de Basmatsji midden jaren '20 overging in een bendeoorlog. De mobiele, meest bereden Basmatsji-eenheden waren op de steppes en in de gebergtes slechts met moeite te verslaan door inzet van militaire en politie-eenheden. Vaak konden ze ook over de grenzen uitwijken naar Afghanistan, Perzië of China. Lenin deed ondertussen pogingen om zich met de nationalistische Turkestanen te verzoenen, om daarmee het bezwaar van de Turkestanen om politiek onderdeel uit te maken te bezweren. Tegen 1926 was de opstand grotendeels onderdrukt. Door de toenemende sociale isolering werden ook de laatste Basmatsji-eenheden in het midden van de jaren 30 verslagen.

## Cultuur
De opstand was een populair onderwerp voor de Osterns (of Rode Westerns) en was het centrale onderwerp van het verhaal van de films Witte Woestijnzon (Белое Солнце Пустыни), De zevende kogel (Седьмая Пуля) en De lijfwacht (Телохранитель).
De Turkse aanduiding "Basmatsji" werd in de jaren 80 na de Sovjetinvasie in Afghanistan naast de huidige Arabische benaming "moedjaheddin" opnieuw gebruikt voor islamistisch-nationalistisch gemotiveerde opstandelingen in Centraal-Azië.

## Bekende Basmatsji
- Enver Pasja (1881-1922) - Turkse politicus en generaal
- Zeki Velidi Togan (1890-1970) - Basjkierse politicus en historicus